# Donépézil
Le donépézil, présent sous la forme de chlorhydrate de donépézil a une action parasympathomimétique indirecte par son effet inhibiteur réversible de l'acétylcholinestérase.

## Mode d'action
Le donépézil inhibe réversiblement l'acétylcholinestérase. Il potentialise alors l'action de l'acétylcholine en empêchant sa dégradation, il augmente sa concentration dans la fente synaptique. Il est appelé parasympathomimétique indirect car il potentialise les transmissions parasympathiques sans se lier à des récepteurs membranaires. De par sa structure, il passe la barrière hémato-encéphalique. Il active les récepteurs nicotiniques et les récepteurs muscariniques.

## Usage thérapeutique

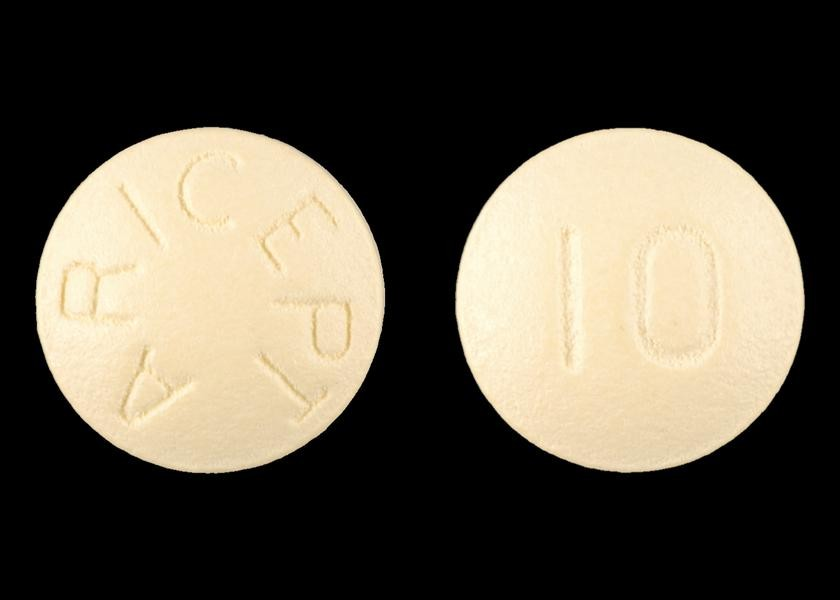
Pilule 10mg d'Aricept

Il est utilisé dans les formes légères à modérément sévères de la maladie d'Alzheimer. 
Il est commercialisé sous le nom d'Aricept® : par la société pharmaceutique américaine Pfizer.
- Aricept 5 mg orodispersible et comprimé
- Aricept 10 mg orodispersible et comprimé

## Effets secondaires
- troubles digestifs (dus à une augmentation du péristaltisme intestinal)
- crampes musculaires (activation des récepteurs nicotiniques, induisant une contraction musculaire)
- fatigue
- Il pourrait provoquer des atteintes hépatiques et des ulcères (activation des récepteurs M1 de l'estomac)

## Stéréochimie
Le donépézil est un racémate, c'est-à-dire un mélange 1: 1 des deux énantiomères suivants :
| Enantiomère de Donépézil | Enantiomère de Donépézil |
| ------------------------ | ------------------------ |
| (R)-Énantiomère          | (S)-Énantiomère          |

## Surdosage
- hypotension
- trouble digestif
- convulsion
- faiblesse musculaire
- dépression respiratoire

## Utilisation dans le système de soins en France
Ce médicament a reçu une autorisation de mise sur le marché en 1997. La Haute autorité de santé a évalué le service rendu faible dans des avis publiés en 2013 et 2018.
La revue Prescrire le classe dans les médicaments à écarter ainsi que les autres médicaments destinés à traiter la maladie d'Alzheimer.